# 상무좌우사접장하경순포선불망비
상무좌우사접장하경순포선불망비(商務左右社接長河璟詢褒善不忘碑)는 대한민국 경상남도 함양군 안의면에 있는, 1890년대 상무좌우사의 접장을 지낸 하경순(1875∼1946)의 공을 기념하기 위해 세운 것이다. 1997년 12월 31일 경상남도의 문화재자료 제265호로 지정되었다.

## 개요
1890년대 상무좌우사의 접장을 지낸 하경순(1875∼1946)의 공을 기념하기 위해 세운 것이다.
상무사는 광무 3년(1899) 상업을 관장하는 기관으로 설립되어 전국 보부상단의 관리를 하였으며, 등짐장수인 부상단을 좌사로, 봇짐장수인 보상단을 우사로 그 명칭을 정했다. 접장은 좌사와 우사를 통틀어 상무사의 우두머리로, 모든 업무를 담당하고 총회를 소집하여 사회를 보는데, 격년제로 뽑으며 각 지역대표 중에서 투표로 선출한다. 하경순은 시장관리를 양심에 따라 공정하게 처리하여 상인들의 권리를 보호하고 발전시키는데 큰 공을 세웠다.
1911년 시장사람들이 세워 놓은 비로, 지역경제사를 이해하는데 도움을 주며 민속자료로서도 중요한 가치를 지니고 있다.

## 참고 자료
- 상무좌우사접장하경순포선불망비 - 국가유산청 국가유산포털